# Budesonida/formoterol
Budesonida/formoterol es una formulación combinada que contiene budesonida y formoterol y es utilizada en el tratamiento del asma y la enfermedad pulmonar obstructiva crónica (EPOC). La budesonida actúa reduciendo y previniendo la inflamación de las vías respiratorias; mientras que el formoterol dilata las vías respiratorias facilitando la respiración.
Es comercializado por AstraZeneca bajo los nombres registrados Symbicort (como Symbicord en Sudáfrica y Rilast en España) y Vannair. El Symbicort es en Estados Unidos y América del Sur un inhalador de dosis de polvos medidos para inhalación oral mientras que en la Unión Europea, Australia, Canadá e Israel Symbicort está disponible como un polvo para inhalación oral.
Symbicort contiene dos ingredientes activos que se suministran en un mismo inhalador:
- Budesonida (Pulmicort), un antiinflamatorio corticosteroide
- Formoterol (Oxis, Foradil), un agonista β2 (broncodilatador) de acción rápida y prolongada

## Dosis
En Europa, Symbicort está disponible en dosis de 100/6, 200/6 (160/4.5) y 400/12 (320/9), donde el número mayor corresponde a la dosis por actuación de la budesonida (en microgramos) y el menor a la dosis de formoterol. En marzo de 2009, la FDA aprobó  el uso de Symbicort pMDI para el tratamiento de la enfermedad pulmonar obstructiva crónica (EPOC).  En los Estados Unidos, Symbicort está disponible en presentaciones de 160/4.5mcg y 80/4.5mcg por actuación.

## Uso en ataques de asma
Symbicort es la primera combinación de corticoesteroide inhalado / beta-adrenoreceptor agonista de larga duración (ICS/LABA) que ha mostrado eficacia como un medicamento para ser usado no sólo en la prevención de ataques de asma, sino también para proporcionar alivio rápido en los ataques de asma.
El uso para el alivio rápido del asma ha sido aprobado por los GINA guidelines 2006 (Evidencia A). Sin embargo, Symbicort es indicado en Estados Unidos sólo como una medicación de mantenimiento.
En pacientes con asma, el Symbicort usado bien sea como mantenimiento o para tratamiento en ataques de asma, reduce las exacerbaciones mejor que el formoterol o el terbutaline usados en crisis de asma. Sin embargo, no está claro si esta estrategia es mejor que incrementar una dosis de mantenimiento de Symbicort o de un inhalador combinado similar.

## Posibles efectos secundarios
Usualmente no ocurren efectos colaterales en el tratamiento con budesonida/formoterol. Pero se recomiendo contactar al médico tratante en el caso de que se presenten alguno de los siguientes síntomas.

### Efectos secundarios comunes
- Irritación suave de la garganta
- Tos
- Ronquera
- Afta
- Dolor de cabeza
- Temblores
- Latidos cardíacos rápidos

### Efectos secundarios poco comunes
- Dificultades para dormir
- Intranquilidad y nerviosismo
- Mareos
- Náuseas
- Calambres musculares
- Agitación

### Efectos secundarios raros
- Erupción cutánea
- Picazón
- Espasmos en las vías respiratorias
- Latidos irregulares
- Hematoma

### Efectos secundarios muy raros
- Elevación de los niveles de azúcar en la sangre
- Hinchazón de la cara
- Depresión
- Trastornos de conducta
- Dolor en el pecho

## Mercado
Symbicort se introdujo en Suecia en 2000. Su uso fue aprobado en los Estados Unidos en julio de 2006.
Actualmente, es un medicamento aprobado en al menos 70 países. Su patente expira en 2012.